# Vinai
I Vinai sono un duo italiano di musica EDM, formatosi nel 2011 dai due fratelli Alessandro Vinai (Brescia, 25 gennaio 1990) ed Andrea Vinai (Brescia, 10 gennaio 1994).

## Storia
I due fratelli iniziano la loro carriera separati nel 2010, pubblicando su YouTube vari mashup e remix di canzoni del momento, ma ottenendo tuttavia poco successo.
Nel 2012 cominciano a creare brani propri e nel 2013 si uniscono formando il duo Vinai. In questo lasso di tempo vengono notati da etichette locali come Time Records e Saifam, che pubblicano gran parte delle loro prime canzoni.
Il duo guadagna il successo mondiale all'inizio del 2014 grazie al singolo Raveology prodotto in collaborazione con i fratelli canadesi DVBBS. Nel 2014 entrano nella celebre classifica di DJ Mag alla 62ª posizione, grazie soprattutto a produzioni di successo come Bounce Generation (in collaborazione con TJR) e How We Party (in collaborazione con R3hab). Nel 2015 salgono alla 43ª posizione nella classifica di DJ Mag. Sempre nel 2015 partecipano per la prima volta al Tomorrowland ed all'Ultra Music Festival di Miami.
Nel 2016 ripartecipano al Tomorrowland e salgono alla 37ª posizione della classifica DJ Mag Top 100.
Nel 2017 partecipano per il terzo anno consecutivo al Tomorrowland e creano una propria etichetta discografica, chiamata Zerothirty. Sempre nel 2017 salgono alla posizione numero 32 nella classifica DJ Mag Top 100, mentre l’anno seguente si piazzano al 26º posto.

### Top 100 DJ Mag
Classifica annuale stilata dalla rivista DJ Magazine.
- 2014 - #62 (New Entry)
- 2015 - #43
- 2016 - #37
- 2017 - #32
- 2018 - #26
- 2019 - #28
- 2020 - #39
- 2021 - #51

## Discografia

### Singoli
- 2012 - Take Me Away (come Alessandro Vinai & Andrea Vinai)
- 2012 - Klub Kings (Dr. Space & Alessandro Vinai)
- 2012 - Make Me Feeling (come Alessandro Vinai & Andrea Vinai) (con Simone Farina)
- 2012 - All My Love (come Alessandro Vinai & Andrea Vinai) (con Sergio Mauri)
- 2013 - Bad Boys (vs Alex Gray)
- 2013 - Hands Up
- 2013 - Reset (con Prezioso)
- 2013 - Pullover (vs Dr. Space)
- 2013 - Bullet (vs Error404)
- 2013 - Discovery
- 2013 - Core (con Micha Moor)
- 2014 - Raveology (con DVBBS)
- 2014 - Bounce Generation (con TJR)
- 2014 - How We Party (con R3hab)
- 2015 - Louder (con Dimitri Vegas & Like Mike)
- 2015 - Legend
- 2015 - The Wave (con Harrison)
- 2015 - Frontier (con SCNDL)
- 2015 - Techno
- 2015 - Get Ready Now
- 2016 - Sit Down (con Harrison)
- 2016 - LIT (con Olly James)
- 2016 - Into the Fire (feat. Anjulie)
- 2016 - Zombie
- 2017 - Inquisitive (con Two Of Us feat. Abbey & Ronin) (Vinai Edit)
- 2017 - Stand By Me (con Streex feat. Micky Blue)
- 2017 - Our Style
- 2017 - Where The Water Ends (feat. Anjulie)
- 2017 - Take My Breath Away (con 22Bullets feat. Donna Lugassy)
- 2017 - Time For The Techno (vs. Carnage)
- 2017 - Parade
- 2018 - Everything I Need (con Redfoo)
- 2018 - Out Of This Town (con Hardwell)
- 2019 - Wild (con Fatman Scoop)
- 2019 - Break The Beat (con Harris & Ford)
- 2019 - 5AM (con Aly Ryan)
- 2019 - How I Like It
- 2020 - Rise Up (feat. Vamero)
- 2020 - On N On (feat. Leony)
- 2020 - Up All Night (con Afrojack feat. Hard Lights)
- 2020 - I Was Made (con Le Pedre)

### Remix
- 2012 - Pound The Alarm - Nicki Minaj
- 2012 - Sexy And I Know It - LMFAO
- 2012 - Te Quiero Mi Amor - Dj Samuel Kimk
- 2012 - Me Gusta - Desaparecidos
- 2013 - Rain On My Shoulder - J. Nice & Frank Tedesco Feat. Lil'Lee
- 2013 - RocknnRolla - BESFORD Feat. Manu LJ
- 2014 - Sasha Gray - DJ KUBA & NE!TAN
- 2014 - Miami - Niels Van Gogh Feat. Princess Superstar
- 2014 - Escape With Me - DJ KUBA & NE!TAN vs. Cherry Feat. Jonny Rose
- 2014 - Loco - Joel Fletcher & Seany B
- 2014 - Horizon - Kid Massive & Databoy
- 2014 - Unstoppable - R3hab Feat. Eva Simons
- 2014 - Soundwave - R3hab Feat. Trevor Guthrie
- 2015 - What I Did For Love - David Guetta Feat. Emeli Sandé
- 2015 - Nova - Dimitri Vegas & Like Mike vs Tujamo & Felguk
- 2015 - Neon Future - Steve Aoki feat. Luke Steele of Empire of the Sun
- 2016 - Keep Shining - Redfoo
- 2017 - Brand New Day - Redfoo
- 2017 - Paris - The Chainsmokers